# Vilar de Mouros
Vilar de Mouros ist eine Gemeinde (Freguesia) im nordportugiesischen Kreis Caminha. In ihr leben 725 Einwohner (Stand 19. April 2021).

## Bauwerke
- Ponte Românica de Vilar de Mouros (romanische Brücke)
- Torre de Vilar de Mouros

## Veranstaltungen

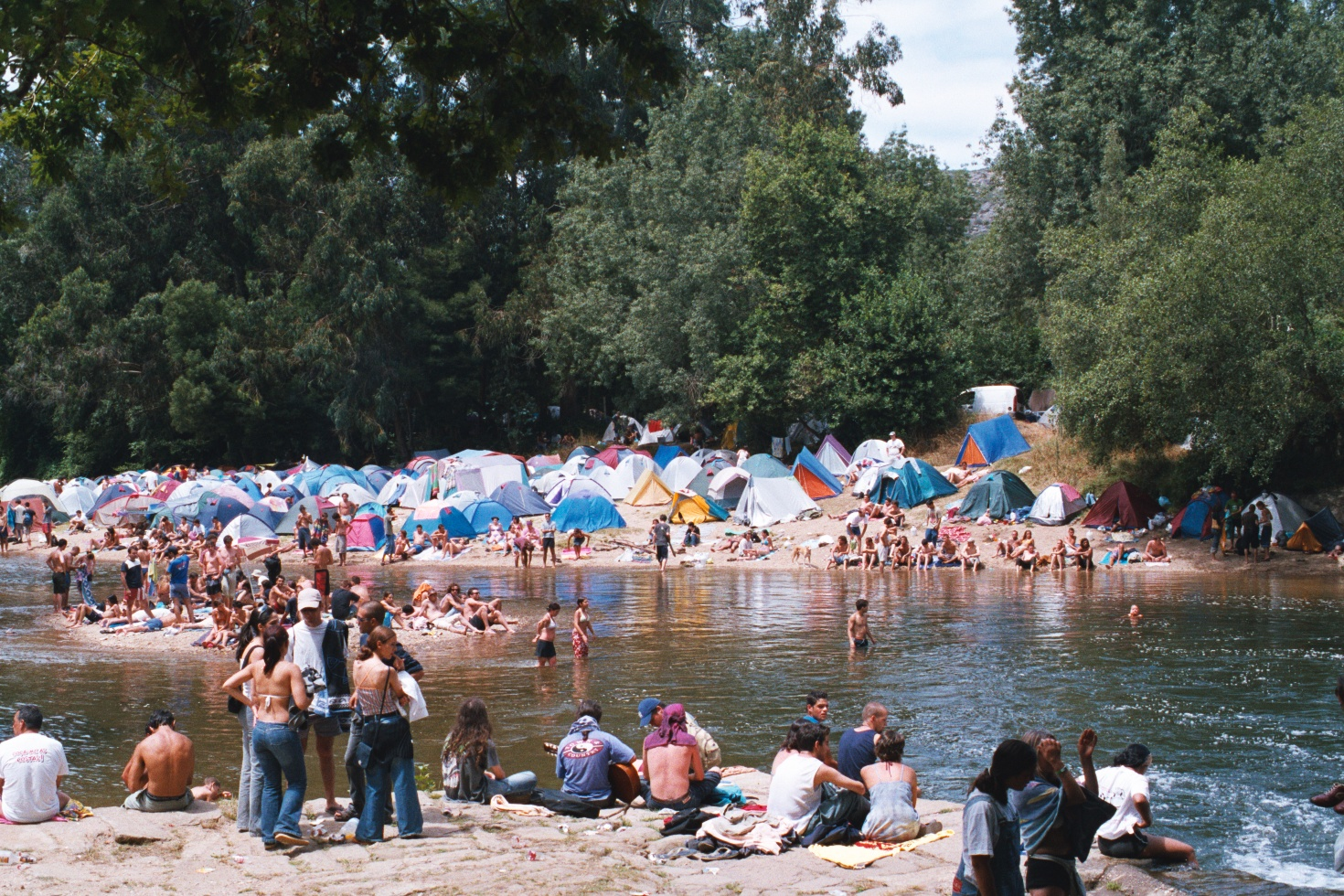
Festival am Río Coura

- Festival de Vilar de Mouros